# Ascensiunea Imperiului Otoman
Ascensiunea Imperiului Otoman (1299 – 20 iulie 1402) reprezintă perioada care a început cu slăbirea Sultanatului Selgiucid Rûm la începutul secolului al XIV-lea și s-a terminat cu înfrângerea otomanilor de către Timur Lenk pe 20 iulie 1402.
Ascensiunea Imperiului Otoman este în strânsă corelare cu prăbușirea Imperiului Roman, care a dus la schimbarea centrelor de putere de la societatea uniploară creștină europeană la una bipolară, creștin-musulmană. Începutul acestei perioade a fost marcată de războaiele bizantino-otomane, care au durat aproape 150 de ani. De-a lungul acestei perioade, otomanii au cucerit controlul asupra Anatoliei și Balcanilor.
Imediat după fondarea beilicurilor anatoliene, mai multe principate turcice s-au aliat cu otomanii împotriva Imperiului Bizantin. Această perioadă a fost marcată de înfrângerea selgiucizilor în bătălia de la Köse Dağ (în fața mongolilor) și a fost urmată cucerirea de noi teritorii (29 mai 1453 – 11 -12 septembrie 1683), o perioadă de stabilitate socială și economică în provinciile imperiului, cunoscută și ca Pax Ottomana.

## Anatolia mai înainte de cucerirea otomană
Originile otomanilor pot fi urmărite până la începutul secolului al XI-lea, când au fost fondate o serie de mici emirate musulmane turcice – beilicuri – în diferite zone ale Anatoliei. Principalul lor rol era acela de apărare a regiunilor de frontieră binzantino-selgiucidă. Acest rol a fost întărit odată cu migrarea a mai multor triburi nomade turcice în Asia Mică.   Totuși, în 1073, după victoria Sultanatului de  Rom împotriva bizantinilor în bătălia de la Manzikert, beilicurile au încercat să găsească o soluție pentru  evitarea autorității selgiucizilor și și-au proclamat în mod deschis independența.
În timp ce Imperiul Bizantin a continuat să lupte pentru supraviețuire încă aproape patru decenii, iar cruciați au luptat o vreme împotriva supremației musulmanilor în Orientul Apropiat, victoria de la Manzikert a marcat începutul ascensiunii triburilor turcice în Anatolia. Slăbirea continuă a Imperiului Bizantin și rivalitatea politico-militară dintre Sultanatul Selgiucid și Califatul Fatimid în Egipt și Siria de sud au fost factorii determinanți care au facilitat creșterea puterii beilicurilor și unirea lor
Unul dintre aceste beilicuri (principate) a fost acela al tribului Söğüt, fondat și condus de Ertuğrul, în regiunea văii râului Sakarya. Atunci când Ertuğrul a murit în 1281, fiul lui, Osman i-a urmat la conducerea principatului. La scurtă vreme după acest eveniment, Osman s-a autoproclamat Sultan și a fondat Dinastia Otomană. El este considerat primul sultan al Imperiului Otoman, începând cu anul 1299.

## Perioada domniei lui Osman I

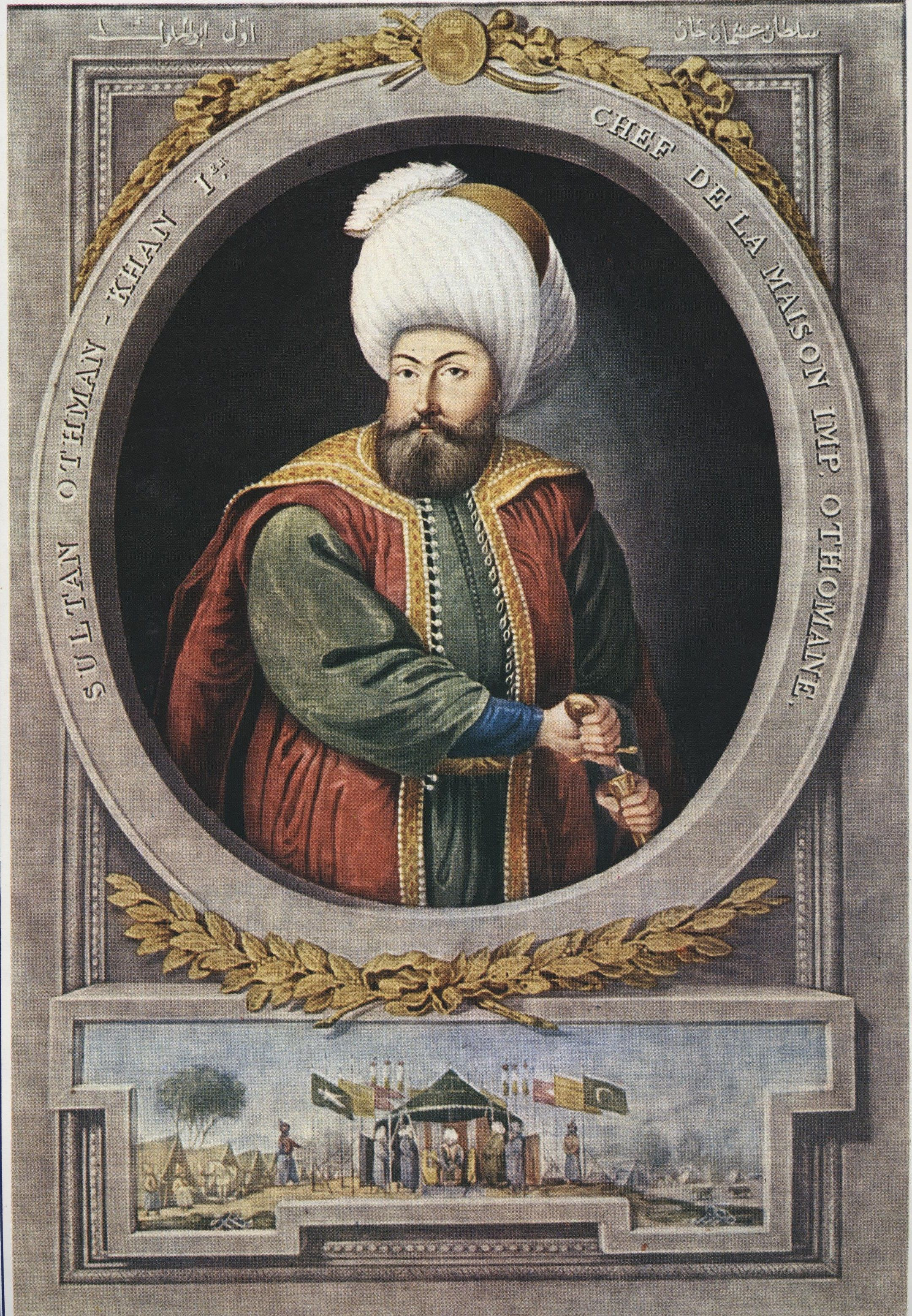

Domnia lui Osman I a marcat începutul oficial al dominației Dinastiei Otomane, care a durat șase secole. În 1265, Osman a cucerit orașul bizantin Sogut . Acesta a fost prima localitate bizantină pe care turcii otomani aveau să le cucerească în primele decenii ale secolului al XIII-lea. Osman a cucerit și o serie de teritorii ale emiratelor și triburilor turcice învecinate. În al doilea deceniu al secolului al XIII-lea, Osman I a asediat o serie de fortificații importante bizantine.
Yenișehir a fost capturat și a fost folosit ca bază de către turci pentru declanșarea atacului împotriva Prusei (Bursa) și Niceei (Iznik), cele mai mari orașe din Anatolia. Bursa a fost cucerit în 1326, cu puțin înaintea morții lui Osman.

## Domnia lui Orhan I

Ieniceri

Fiul lui, Orhan I, a cucerit Niceea în 1331 și Nicomedia în 1337 și și-a stabilit capitala la Bursa. De-a lungul domniei lui Orhan, imperiul a fost organizat pe principii noi, a fost bătută o nouă monedă, iar armata a fost modernizată.
Orhan s-a căsătorit cu Theodora, fiica principelui bizantin Ioan al VI-lea Cantacuzino. În 1346, Orhan l-a sprijinit pe socrul său pentru detronarea împăratului Ioan al V-lea Paleologul. Când Ioan al VI-lea Cantacuzino a devenit co-împărat (1347–1354), el i-a permis lui Orhan să atace peninsula Gallipoli. Cu această ocazie, otomanii au cucerit primul cap de pod în Europa. Orhan a decis să se pregătească pentru noi cuceriri în Europa. În regiunea Gallipoli au fost colonizați turci anatolieni. Aceste colonii urmau să devină vârful de lance al viitoarelor atacuri împotriva Imperiului Bizantin și a celui de-al Doilea Țarat Bulgar. Cea mai mare parte a Traciei Răsăritene a fost cucerită de otomani într-o perioadă de zece ani și a fost colonizată continuu cu elemente anatoliene. Cucerirea inițială a Traciei i-a permis lui Orhan să controleze principalele rute de comunicație care legau Constantinopolul de frontierele sale balcanice. Acest control le-a ușurat otomanilor viitoarele campanii militare. În plus, otomanii au reușit astfel să-i izoleze pe bizantini de orice aliați balcanici sau vest-europeni. Ioan al V-lea Paleologul a fost obligat să semneze un tratat nefavorabil cu Orhan în 1356, prin care recunoștea pierderile teritoriale din Tracia.

## Domnia lui Murad I

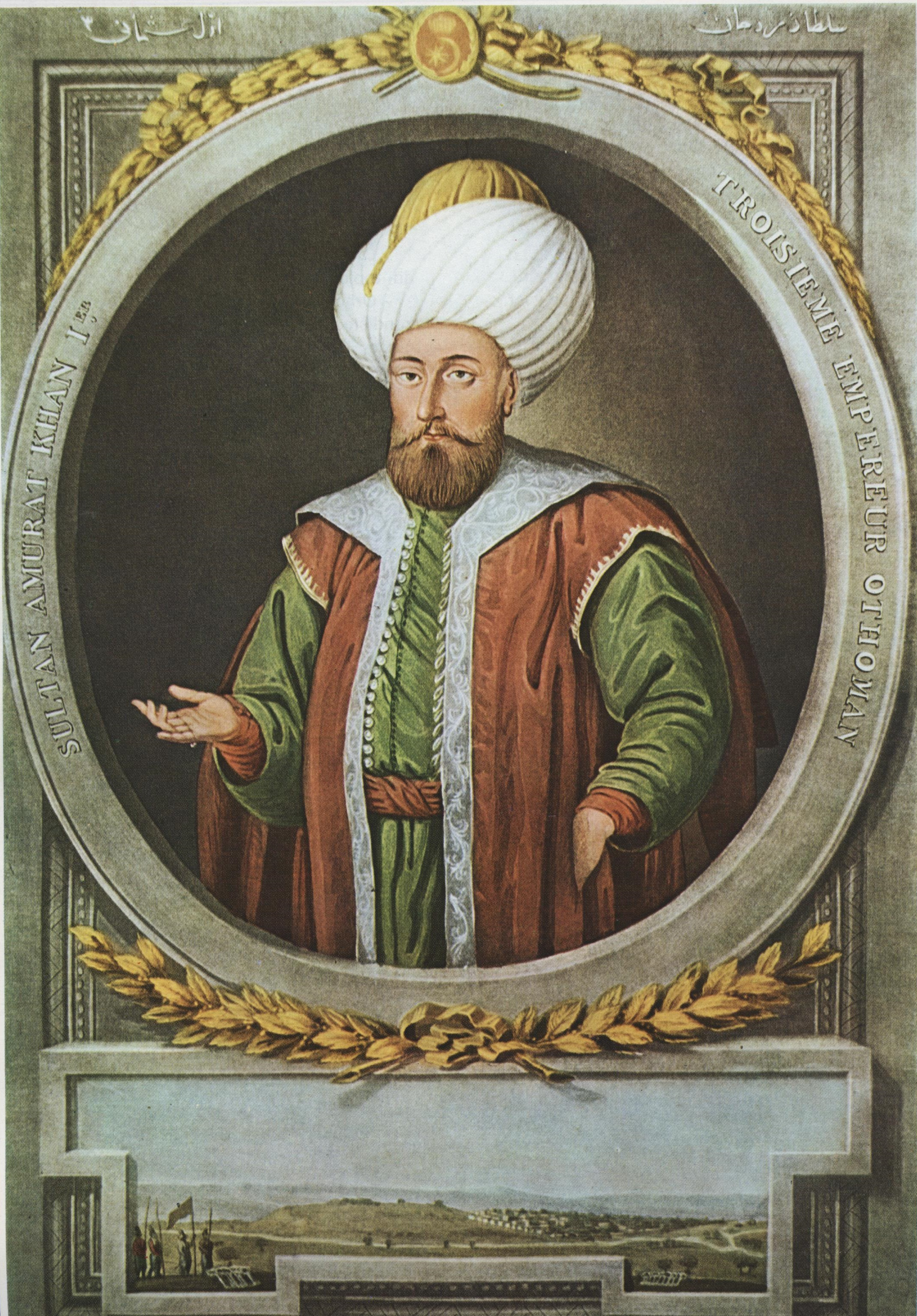
Murad I

### Adrianopol, 1365-1369
Vedeți și: Bătălia de la Adrianopol (1365)
La scurtă vreme după moartea lui Orhan (1361), Murad I a devenit sultan.
Prima ofensivă majoră a lui Murad a fost bătălia de la Adrianopol. Adrianopol era cel mai important centru militar, administrativ și economic din Tracia. După cucerirea Adrianopolelui, sultanul a transferat capitala imperiului de la Bursa din Anatolia în nou cuceritul oraș, pe care la redenumit Edirne. Prin acest transfer el a subliniat dorința sa de continuare a expansiunii în Europa.
Până la cucerirea Adrianopolelui, cei mai mulți europeni au considerat prezența otomană în Tracia cel mult ca pe un episod neplăcut dintr-un mai lung șir de evenimente haotice din sudul Balcanilor. După mutarea capitalei la Edirne, liderii europeni și-au dat seama că otomanii aveau intenția clară să rămână în Europa.
Statele balcanice – Imperiul Bizantin, Al Doilea Țarat Bulgar și Despotatul Serbiei – nu erau pregătite să facă față noii amenințări. Teritoriul bizantin era fragmentat între capitala Constantinopole și câteva regiuni din Tracia, Salonic și zona înconjurătoare și Despotatul Moreii (în Peloponez). Legăturile dintre capitală și celelalte două regiuni erau posibile numai pe mare, rutele maritime prin Dardanele fiind ținute deschise cu ajutorul celor două puteri italiene ale vremii: Republicile Venețiană și Genoveză. Bizantinii erau mult prea slăbiți pentru ca să se apere singuri împotriva otomanilor și, ca lucrurile să fie mai complicate, imperiul era măcinat de numeroase conflicte interne. Supraviețuirea Constantinopolelui a fost asigurată o vreme de zidurile de apărare formidabile ale orașului, lipsa unei flote militare otomane cât și îngăduinței lui Murad, care a permis aprovizionarea capitalei bizantine prin tratatul din 1356.
Bulgaria sub domnia țarului Ivan Alexandăr era un stat în declin. El a încercat o reformă administrativă prin împărțirea țaratului în trei regiuni, conduse de fii săi. Coeziunea statului a fost puternic zdruncinată în deceniul al șaselea al secolului al XIV-lea de rivalitatea dintre conducătorul Vidinului, Ivan Strațimir, (fiul cel mare al lui Ivan Alexandăr din prima căsătorie) și Ivan Șișman, succesorul desemnat al țarului Ivan Alexandăr (fiu din a doua căsătorie). Situația Bulgariei s-a înrăutățit după atacurile încununate de succes ale ungurilor. În 1356, Ludovic I, regele  Ungariei, a invadat și a cucerit provincia Vidin, al cărei conducător, Ivan Strațimir, a fost luat prizonier. În ciuda amenințării otomane din sud, Ivan Alexandăr a hotărât să acționeze împotriva ungurilor. El a negociat o alianță cu despotul Dobrotici și voievodul Vladislav al Țării Românești. În ciuda faptului că ungurii au fost învinși, iar Strațimir a revenit la conducerea Vidinului, Țaratul Bulgariei a ieșit din lupte mult slăbit. Strațimir s-a autoproclamat țar al „țaratului de Vidin” în 1370, iar Dobrotici a cucerit independența de facto a Dobrogei. Eforturile militare bulgare au fost irosite în mărunte conflicte interne și împotriva unui inamic extern mai puțin important.
După vremurile de glorie sub domnia lui  Ștefan Dușan, disoluția Serbiei de după moartea despotului în 1355 a fost dramatică. Puternicii nobili feudali sârbi nu au respectat autoritatea urmașului lui  Ștefan Uroș al V-lea. Tânărul Ștefan era tânăr și cu o minte mai puțin ageră decât a tatălui său. Boieri separatiști au încercat să profite de această situație și au fragmentat statul sârb.
La început, au ieșit de sub controlul sârb provinciile grecești Tesalia și Despotatul Epirului, urmate de regiunile locuite de albanezi. În Macedonia de sud și vest au apărut o serie de principate independente. În același timp, Regatul Ungariei a cucerit teritorii sârbești în nord. Uroș a reușit să păstreze controlul doar asupra zonei centrale sârbe, ai cărei nobili, deși mult mai puternici decât conducătorul lor, au rămas loiali coroanei. Această regiune era compusă în vest de Macedonia (Zeta), în sud de zona controlată de Ivan Uglieșa(Macedonia răsăriteană cu capitala la Serres), și zona centrală a Serbiei, (din sudul Dunării până în Macedonia centrală), controlată de Uroș și de Vucașin Mrniavcevici, (care stăpânea zona din Macedonia cu capitala la Prilep). Uroș nu a reușit cu adevărat să păstreze unitatea Serbiei, care s-a fragmentat într-o serie de domenii conduse de boieri aflați continuu în conflict, ceea ce a făcut ca țara să fie foarte vulnerabilă în fața atacurilor otomanilor.

### Gallipoli, 1366
Contele de Savoia a cucerit în pentru Imperiul Bizantin orașul Gallipoli, după ce acesta fusese ocupat de otomani în 1354. Începând cu anul 1354, turcii folosiseră Dardanele pentru transferul de trupe în Tracia. Asia Mică era de mai bine de un secol inima puterii otomane. Folosindu-se de Dardanele ș Gallipoli, turcii au adus trupe în Balcani, cucerind de la bizantini oraș după oraș. În acest timp, bizantinii erau slăbiți de un război civil care nu a încetat decât în 1391. Turcii au colonizat toate localitățile pe care le-au cucerit, transformând ceea ce este astăzi Tracia turcă în capul de pod al tuturor cuceririlor otomane.
S-a dovedit mai apoi că Gallipoli nu mai era un punct strategic atât de important în 1366, fața de un deceniu mai devreme, atâta vreme cât Tracia era deja stăpânită ferm de otomani, dar pentru o vreme, creștinii au recâștigat supremația navală în Marea Mediterană, supremație care a fost păstrată până la începutul secolului al XV-lea. Deschiderea unei rute navale care să permită aprovizionarea Constantinopolului a permis supraviețuirea capitalei bizantine în războiul de uzură cu otomanii, în ciuda prezenței celor din urmă în Tracia. 
Războiul civil bizantin din 1373 – 1379 l-a făcut pe bazileul Andronic al IV-lea Paleologul să apeleze la sprijinul sultanului Murat, ceea a schimbat din nou cursul evenimentelor în favoarea otomanilor.

### Cernomen, 1371
Vedeți și: Bătălia de la Cernomen

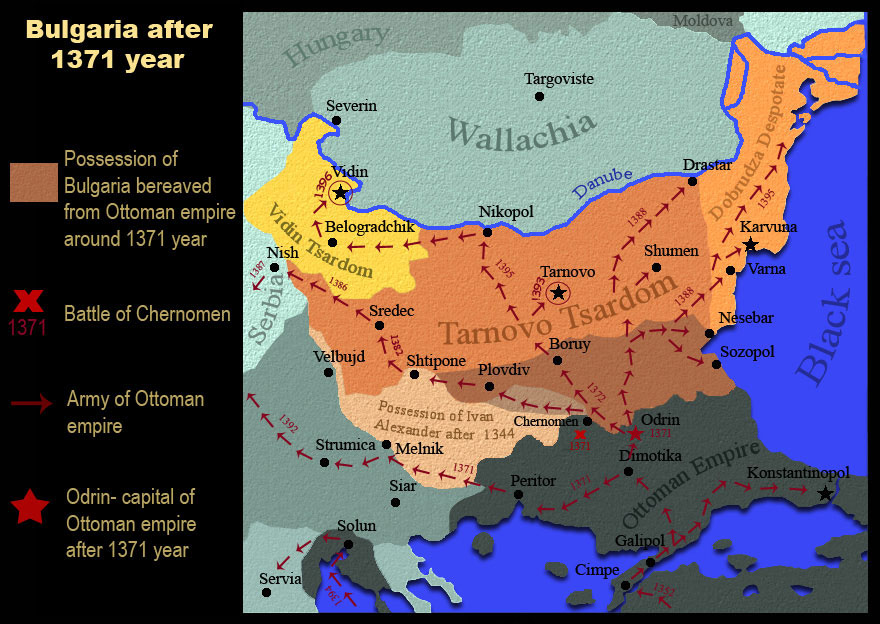
Câștigurile teritoriale otomane după bătălia de la Cernomen

Până în 1370, Murad controla cea mai mare parte a Traciei, ceea ce a făcut ca Imperiul Otoman să devină cel mai important vecin al celui de-al Dolea Țarat Bulgar și al teritoriilor sârbești controlate de Uglieșa. Uglieșa a încercat fără succes în 1371 să formeze o alianță antiotomană a statelor balcanice. Bizantinii, vulnerabili în fața turcilor datorită monopolului otoman asupra aprovizionării Constantinopolului cu hrană, au refuzat să coopereze.
Bulgaria, după moartea țarului Alexandăr la începutul anului 1371, s-a împărțit în mod oficial între țaratele Vidinului, condus de (1370 – 1396) și țaratul de Târnovo, condus de urmașul desemnat al țarului decedat,  Ivan Șișman (1371 – 1395). Ivan, aflat sub amenințarea directă a doi inamici, a fratelui său vitreg, țarul de Vidin, și a turcilor, a preferat să nu se alieze cu Uglieșa. Dintre puternicii boieri sârbi, doar Vucașin Mrniavcevici, protectorul lui Uroș și frate al lui Uglieșa, s-a alăturat alianței antiotomane. Ceilalți conducători locali sârbi ori nu au reușit să-și dea seama de iminența pericolului otoman, ori s-au temut că posesiunile lor vor fi atacate de vecini cât timp ei ar fi participat la campaniile antiotomane.
Bătălia de la Cernomen a avut loc în apropierea satului  Ormenion (Cernomen) pe râul Marița în data de 26 septembrie 1371, între otomanii conduși de Lala Șâhin Pașa și sârbii sub comanda regelui Prilepului Vucași Mrniavcevici și a fratelui acestuia, despotul Uglieșa. Despotul Uglieșa a planificat un atac surpriză împotriva capitalei otomane, Edirne, câtă vreme Murat I era încă în Asia Mică. Armata otomană era mult mai mică, dar datorită unor tactici superioare Șâhin Pașa, turcii au reușit să-i învingă pe creștini și mai mult, să le ucidă liderii – regele Vukașin și despotul Uglieșa. Macedonia și unele regiuni ale Grecia au căzut sub dominația otomană după această bătălie. Conducătorii sârbilor Uglieșa și Vucașin un pierit pe câmpul de luptă. Victoria otomană a fost atât de mare, încât turcii au numit această bătălie „Rout” – „Distrugerea”.
Lipsa de unitate a sârbilor a ajuns la paroxism după catastrofa de la Cernomen. După moartea lui Uroș, zone vaste ale Serbiei centrale s-au desprins pentru a forma mici principate independente. După acest dezintegrarea Serbiei, niciun lider nu a mai purtat titlul de țar și niciun boier nu a mai avut suficientă putere sau  prestigiu pentru a-i uni pe sârbi în lupta antiotomană. Fiul lui Vukașin, Marko, care a reușit să supraviețuiască dezastrului de pe Marița, s-a autoproclamat rege (kralj), dar nu a reușit să obțină decât controlul asupra unei regiuni reduse din jurul orașului Prilep din Macedonia centrală. Serbia s-a afundat în lupte fratricide între principii locali, ceea ce a dus la o continuă și ireversibilă fragmentare a fostului țarat.
Ca urmare a victoriei de pe râul Marița, otomanii au înmulțit raidurile în Serbia și Bulgaria. Proporțiile victoriei de la Cernomen și creșterea amplorii raidurilor otomane în Bulgaria l-au convins pe țarul de la Tărnovo, Șișman, că trebuie să caute o cale de apropiere față de turci. Șișman a acceptat în 1376 statutul de vasal al sultanului Murat I și și-a trimis sora să trăiască în haremul imperial de la Edirne. Aceste aranjamente nu i-a împiedicat însă pe turci să continue raidurile pe posesiunile lui Șișman. Bazileul Ioan al V-lea Paleologul s-a recunoscut vasal al otomanilor la scurtă vreme după victoria turcilor de la Cernomen, deschizând astfel calea intervenției directe a sultanilor în afacerile interne bizantine.

### Philadelphia, 1378 – 1390
Bulgarii și sârbii s-au bucurat de un scurt respiro de-a lungul deceniilor al optulea și al nouălea al secolului al XIV-lea, timp în care Murat a fost mai interesat de rezolvarea problemelor din Anatolia și influențarea politicii bizantine. Acalmia din Balcani i-a permis principelui sârb Ștefan Lazăr Hrebeljanovici (1371 – 1389), care se bucura de sprijinul puternicilor lorzi ai războiului din Macedonia și Muntenegru, cât și al patriarhului ortodox de Peci, să-și consolideze controlul asupra celei mai mari părți a Serbiei. Cei mai mulți conducători sârbi independenți au acceptat să se recunoască vasali ai lui  Murat, iar contingente sârbe au luptat alături de trupele sultanilor în Anatolia împotriva dușmanilor otomanilor.
Sultanul a hotărât cucerirea ultimului oraș independent creștin grec din vestul Asiei Mici –  Philadelphia. Ca o ironie a sorții, armatele care au asediat orașul au inclus și un contingent al Imperiului Bizantin, al cărui împărat era vasalul otomanilor. Până la acest atac, orașul evitase soarta așezărilor vecini plătind un tribut liderilor turci locali în schimbul protecției. Cel puțin teoretic vorbind, orașul se afla sub autoritatea Imperiului Bizantin, dar legăturile cu acesta erau aproape imposibile datorită depărtării față de mare și faptului că era practic înconjurat de posesiunile otomane. Aceeași izolare favorizase însă și independența sa.
În 1378, Manuel al II-lea Paleologul a promis că va preda turcilor orașul Philadelphia în sprijinul acordat de sultan în unul dintre numeroasele războaie civile care bântuiau Imperiul Bizantin. În ciuda promisiunii imperiale, cetățenii Philadelphiei au refuzat să accepte stăpânirea otomană. În 1390, sultanul Baiazid I a reușit să cucerească orașul, în rândul trupelor sale aflându-se și contingentele bizantine conduse de cei doi protagoniști ai războiului civil bizantin: Manuel al II-lea Paleologul și Ioan al VII-lea Paleologul.

### Dubravnița, 1381
Vedeți și: Bătălia de la Dubravnița
Spre sfârșitul deceniului al nouălea al secolului al XIV-lea, atenția lui Murad I a fost atrasă din nou de Balcani. În timp ce vasalul turcilor Șișman era preocupat de războiul cu voievodul muntean Dan I, armatele sultanului au cucerit Sofia, ultima posesiune bulgărească la sud de Munții Balcani. Această victorie le-a deschis otomanilor drumul strategic al Nișului, capătul unei importante căi comerciale europene. 
În vara anului 1380 sau în iarna anului 1381 (data este încă incertă), armatele sultanului Murad I au atacat pentru prima oară Serbia lui  Ștefan Lazăr Hrebeljanovici. Victoria obținută de sârbi a stopat pentru o scurtă perioadă de timp înaintarea turcilor în Balcani, care nu au l-au mai atacat pe Lazăr până în 1386.

### Bătălia de la Savra, 1385
Pe 18 septembrie 1385, otomanii au atacat o serie de principate mici albaneze și sârbe. Victoria otomană de la Savra i-a transformat pe aceștia din urmă în vasali ai turcilor.

### Plocinik, 1386
Murad a cucerit Nișul în 1386, și la scurtă vreme după aceasta l-a forțat pe Lazăr al Serbiei să se recunoască vasal al Imperiului Otoman. Sultanul Murad a continuat atacurile în Balcani pe două direcții: spre nord și de-a lungul a ceea ce fusese cunoscut în epoca medievală ca „Via Ingatia”, în Macedonia. Liderii locali macedoneni au fost siliți pe rând să accepte statutul de vasali. Turcii au reușit să atingă coasta albaneză a Adriaticii în 1385. Doi ani mai târziu, turcii au cucerit Salonikul.
Când problemele apărute în Anatolia la-au forțat pe Murad să înceteze campaniile din Balcani în 1387, vasalii lui sârbi și bulgari au încercat să slăbească jugul otoman. Lazăr a format o coaliție cu Tvrtko I al Bosniei și  Ivan Srațimir al Vidinului. Lazăr a refuzat să mai îndeplinească obligațiile de vasal și a fost atacat de turci. Lazăr și Tvrtko au învins trupele otomane trimise împotriva sârbilor la Plocinik, lângă Niș. Această victorie a creștinilor l-a încurajat pe Ivan Srațimir să rupă relațiile de vasalitate față de otomani și să reafirme independența Țaratului de Vidin.

### Bilecia, 1388
Murad s-a reîntors în capitală în 1388 și a lansat o campanie fulgerătoare împotriva țarilor bulgari Șișman și Strațimir, care au fost nevoiți să recunoască din nou vasalitatea față de otomani. Murad i-a cerut în acest moment și lui Lazăr să accepte să devină vasal și să plătească tribut turcilor. Încrezător în șansele sale de reușită în cazul unui conflict armat, încurajat de victoria de la Plocinik, Lazăr a refuzat și a început pregătirile de luptă. El a cerut ajutorul mai vechiului său aliat Tvrtko și lui ginerelui său, Vuk Brankovici, conducătorul unei formațiuni statale din nordul Macedoniei și Kosovo. Încrederea lui Lazăr a crescut și după victoria bosniecilor conduși Vlatko Vuković în fața otomanilor conduși de omul de încredere a Murad, Lala Șahin Pașa, în bătălia de la Bilecia din 1388.

### Kosovo, 1389
Vedeți și:  Bătălia de la Kosovo Polje (1389) 

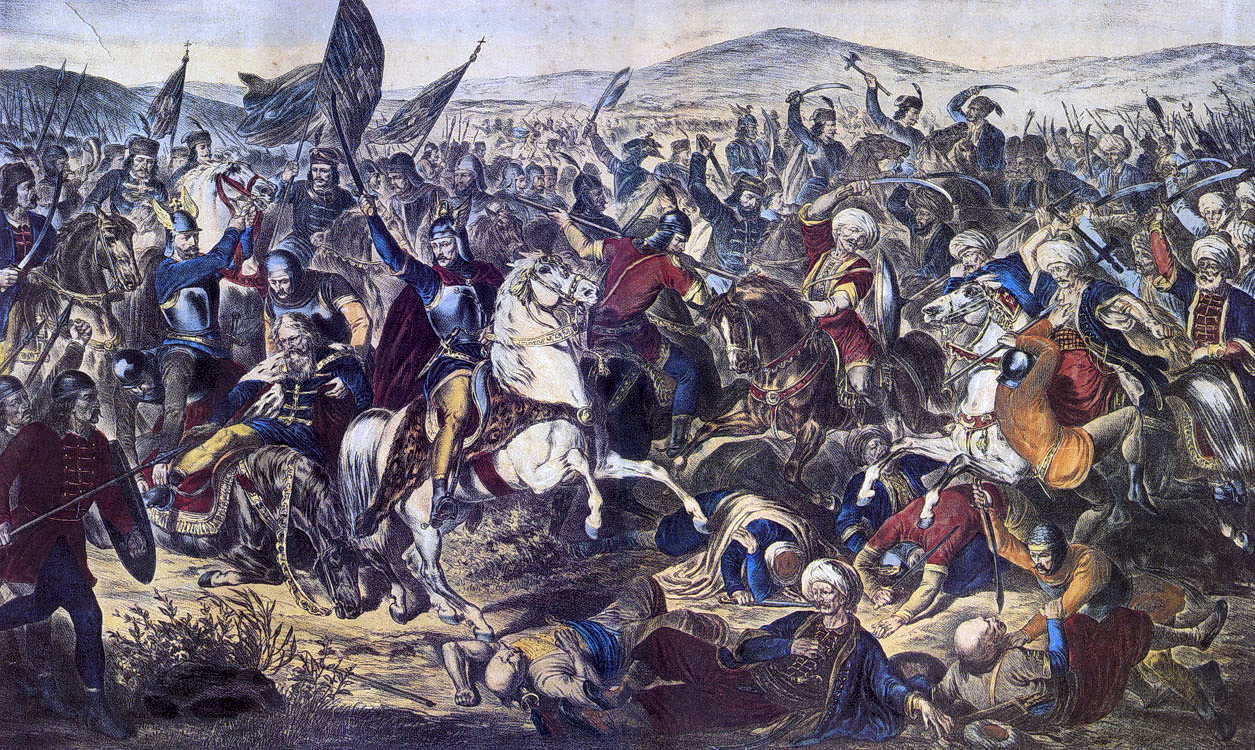
„Bătălia de la Kosovo Polje”, de Adam Stefanovic, 1870

Murad și-a organizat atacul pentru anul următor, în 1389. Sultanul a condus în persoană cea mai mare forță otomană reunită în Balcani până în acele timpuri, alături de soldații musulmani aflându-se contingente creștine trimise de vasalii bulgari, sârbi, albanezi și macedoneni, (printre acești Marko Kralevici al Prilepului). Lazăr a condus o coaliție a trupelor boierilor sârbi loiali, macedonenilor și kosovarilor lui Brankovici, și contingente bosniece, ungurești și albaneze. Cele două armate s-au întâlnit la Kosovo Polje („Câmpia Mierlei”) pe 15 iunie 1389.
Bătălia de la Kosovo Polje a fost o mare victorie pentru otomani, în ciuda uciderii sultanului Murad I de către Miloș Obilici. În vreme ce otomanii nu au mobilizat și rezervele din Anatolia, sârbii, care își convocaseră toate trupele pentru această bătălie, nu au mai fost capabili înlocuiască pierderile suferite pe câmpul de luptă. În plus, principele Lazăr a pierit la rândul lui în luptă. În cei trei ani care au urmat acestei victorii, atacurile otomanilor i-au silit pe toți liderii regionali sârbi să accepte să fie vasali ai noului sultan, Baiazid I. Succesorul lui Lazăr, tânărul Ștefan Lazarevici (1389 – 1427), a acceptat statutul de vasal al otomanilor în  1390, într-o încercare de salvare a statului său, care era atacat și de unguri în nord. Vuk Brankovici, ultimul despot sârb independent, a rezistat până în 1392.

## Baiazid I și expansiunea spre vest

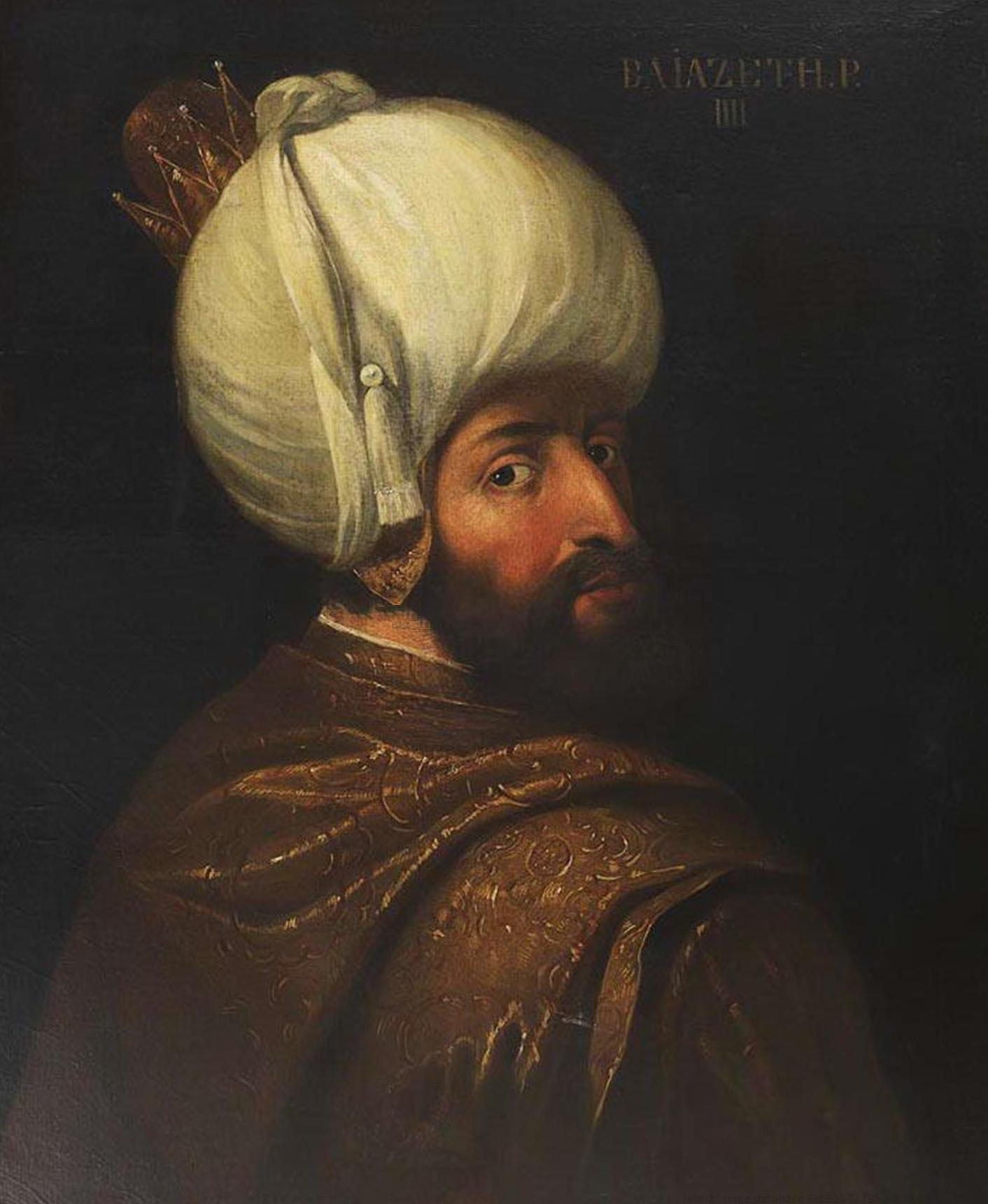
Baiazid I

Baiazid I Yıldırım (Fulgerul) i-a urmat la tron tatălui lui, Murad I, după asasinarea acestuia pe Câmpul Mierlei. Ca răzbunare pentru uciderea tatălui lui, noul sultan a ordonat uciderea tuturor prizonierilor sârbi.
Baiazid „Fulgerul” a declanșat o campanie rapidă de cucerire în Balcani. Raidurile din Serbia și sudul Albaniei i-a forțat pe cei mai mulți principi locali să accepte suzeranitatea otomană. Pentru asigurarea securității căii comerciale Vardar – Morava cât și pentru constituirea unor baze de atac pentru campaniile viitoare, Baiazid a colonizat un număr mare de iuruci pe valea râului Vardar din Macedonia.
Prezența turcilor la granițele sudice ale Regatului Ungariei l-a făcut pe regele Sigismund de Luxemburg să conștientizeze pericolul care plana regatului său și să caute aliați pentru formarea unei alianțe antiotomane în Balcani.
Pe la începutul anului 1393, țarul de Tărnovo, Ivan Șișman, a început negocieri secrete cu Sigismund. Sigismund a negociat și cu voievodul Țării Românești, Mircea cel Bătrân și, se pare, cu țarul de Vidin, Ivan Strațimir. Baiazid a aflat veștile cu privire la aceste negocieri și a lansat un atac devastator împotriva lui Șișman. Tărnovo a fost cucerit după un asediu greu, iar Șișman a fugit la Nicopole. După cucerirea și acestui oraș de către otomani, Șișman a fost luat prizonier și executat prin decapitare. Teritoriile țaratului de Țărnovo au fost anexate la teritoriul Imperiului Otoman, iar Strațimir, ale cărui teritorii nu au fost cotropite, a fost nevoit să-și reînnoiască jurământul de vasalitate.
După ce a rezolvat prin forță rebeliunea vasalilor săi bulgari, Baiazid și-a întors atenția asupra Tesaliei și Moreii, ai căror conducători acceptaseră vasalitatea otomană la începutul deceniului al nouălea al secolului al XIV-lea. Conflictele interne din aceste teritorii, în special cele dintre magnații din Moreea, au fost un excelent pretext pentru intervenția lui Baiazid. Sultanul și-a convocat vasalii balcanici la Serres pentru rezolvarea diferitelor conflicte. Printre invitații sultanului se aflau și nobili din Tesalia și Moreea, împăratul bizantin Manuel al II-lea Paleologul și despotul sârb Ștefan Lazarevici. În timpul acestei întâlniri, Baiazid a oficializat ocupația asupra tuturor teritoriilor în dispută și i-a obligat pe toți cei prezenți să-și reafirme statutul de vasali.
Când despotul de Moreea nu a mai respectat acordul cu Baiazid, sultanul a reacționat hotărât. El a blocat armata bizantină din Constantinopol, după care a pornit în marș spre sud. El a anexat Tesalia, iar Ducatul Atenei a acceptat suzeranitatea otomană de îndată ce armatele sultanului au ajuns la granița statului. Moreea a reușit să scape pentru moment de anexare în ciuda atacurilor de pedepsire declanșate în Peloponez în 1395 datorită evenimentelor de la granița de nord-est a Imperiului Otoman.
În timp ce Baiazid ducea campania sa din Grecia, Mircea cel Bătrân a declanșat o serie de atacuri împotriva teritoriului otoman la sud de Dunăre. Baiazid a răspuns organizând în 1395 o invazie a turcilor sprijiniți și de principii vasali sârbi Lazarevici și de Marko Kralevici. Expediția otomană a fost înfrântă de valahi la Rovine. În timpul acestei bătălii, Marko Kralevici a pierit în luptă. Deși Baiazid nu și-a atins obiectivul propus – anexarea Valahiei – Mircea cel Bătrân a fost obligat să accepte statutul de vasal al turcilor. Baiazid a reușit în schimb să slăbească puterea voievodului muntean anexând Dobrogea și acordând sprijin activ unui pretendent la tronul Valahiei, Vlad I. Mircea cel Bătrân a avut nevoie de doi ani de lupte (1395 – 1397) pentru ca să recâștige controlul complet asupra voievodatului.

### Nicopole

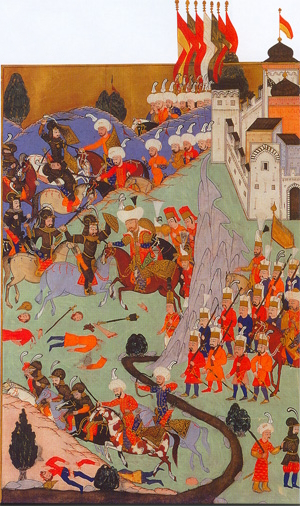
Bătălia de la Nicopole (1396)

Regele ungar Sigismund a organizat în 1396 o cruciadă împotriva otomanilor. Armata cruciată era compusă în principal din cavaleri unguri și francezi și era sprijinită de un contingent valah. Cruciații erau conduși în mod oficial de regele maghiar, dar armata creștină era total lipsită de coeziune. Cruciații au traversat Dunărea și s-au îndreptat prin Vidin spre Nicopole, unde au fost întâmpinați de turci. Cavalerii au refuzat să se supună ordinelor regelui Sigismund și să respecte planul de luptă gândit de acesta. În Bătălia de la Nicopole, Baiazid a reușit să obțină o victorie zdrobitoare. Deoarece Strațimir permisese cruciaților să traverseze teritoriile sale fără să opună niciun fel de rezistență, Baiazid a invadat și anexat Țaratul Vidinului și l-a luat prizonier pe Strațimir. După ocuparea Vidinului, ultima formațiunea statală bulgară a încetat să mai existe, Bulgaria fiind primul stat important balcanic care a fost complet ocupat de otomani.
După victoria de la Nicopole, Baiazid a continuat să atace Valahia, Ungaria și Bosnia. El a reușit să cucerească cea mai mare parte a Albaniei, iar micile state din nordul Albaniei au devenit vasale ale otomanilor. Baiazid a asediat pentru scurtă vreme și Constantinopolul. Asediul a fost ridicat în 1397, după ce Manuel al II-lea a acceptat ca, pe viitor, toți împărații bizantini să fie confirmați de sultan. După această, Baiazid a fost obligat să părăsească Europa pentru rezolvarea problemelor din Anatolia și nu a mai apucat să se întoarcă în Balcani.

### Ankara, 1402
Vedeți și: Bătălia de la Ankara

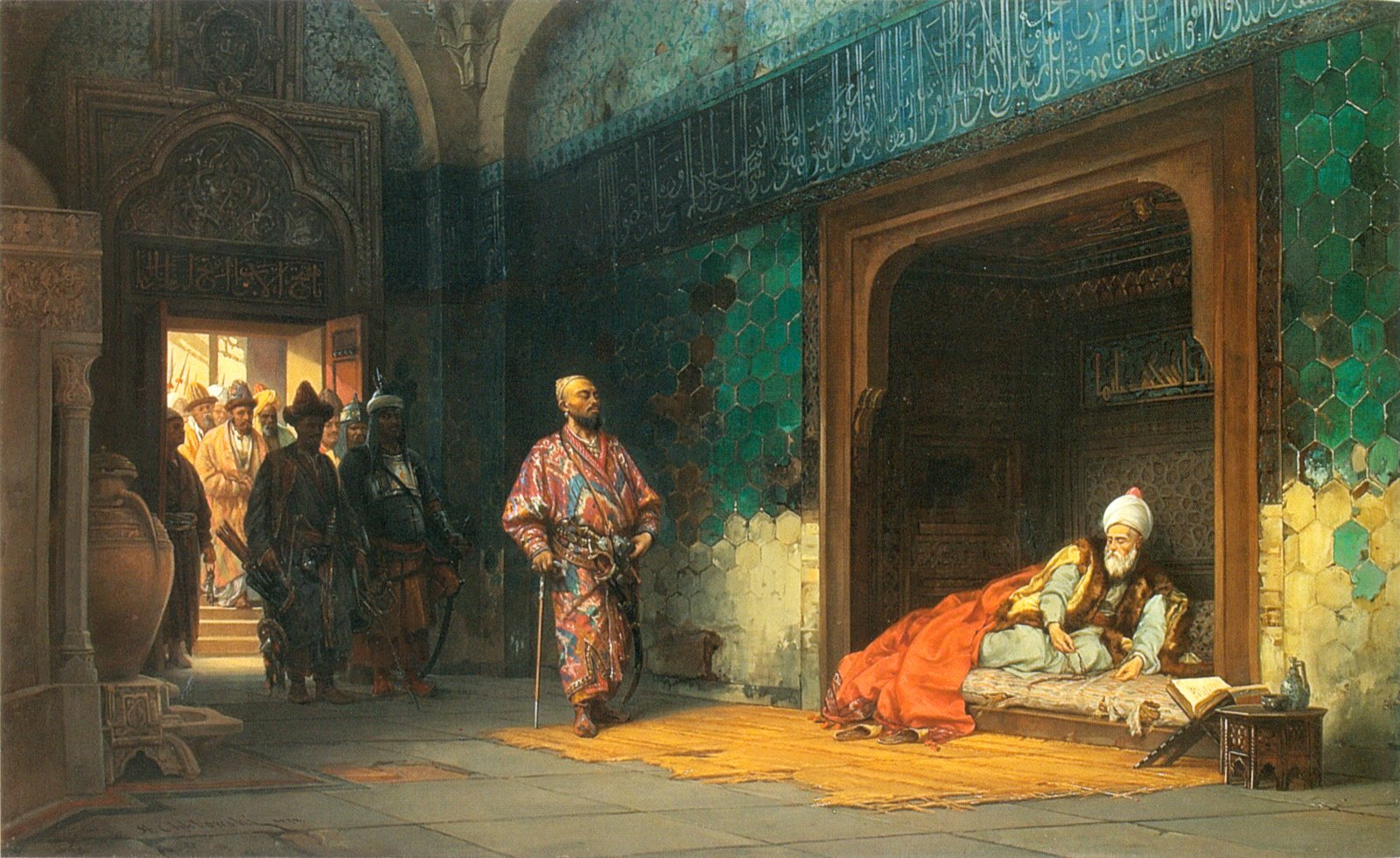
Sultanul Baiazid luat prizonier de Timur, tablou de Stanisław Chlebowski, 1878

Baiazid a trecut în Anatolia cu armata compusă în principal din trupe vasale balcanice, inclusiv sârbi conduși de Lazarevici. El a trebuit să înfrunte amenințarea unuia dintre cei mai puternici cuceritori ai vremii, Timur Lenk. La începutul anului 1400, Timur Lenk și-a făcut simțită prezența pentru prima oară în Orientul Mijlociu. În august 1400, Timur și hoardele sale au cucerit și distrus orașul Sivas și au început înaintarea spre inima Anatoliei. Armatele turcă și mongolă s-au înfruntat decisiv la Ankara, în 1402. Turcii au fost înfrânți, iar sultanul Baiazid a fost luat prizonier, murind în cele din urmă în captivitate. Otomanii au devenit vasali ai lui Timur Lenk. Imperiul Otoman a trecut printr-o perioadă de lupte interne între 1402 – 1413, care au implicat pe cei trei fii supraviețuitori ai lui Baiazid. Această luptă internă pentru putere – Interregnul otoman – a stopat temporar expansiunea otomană în Balcani.